# Bernard Délicieux

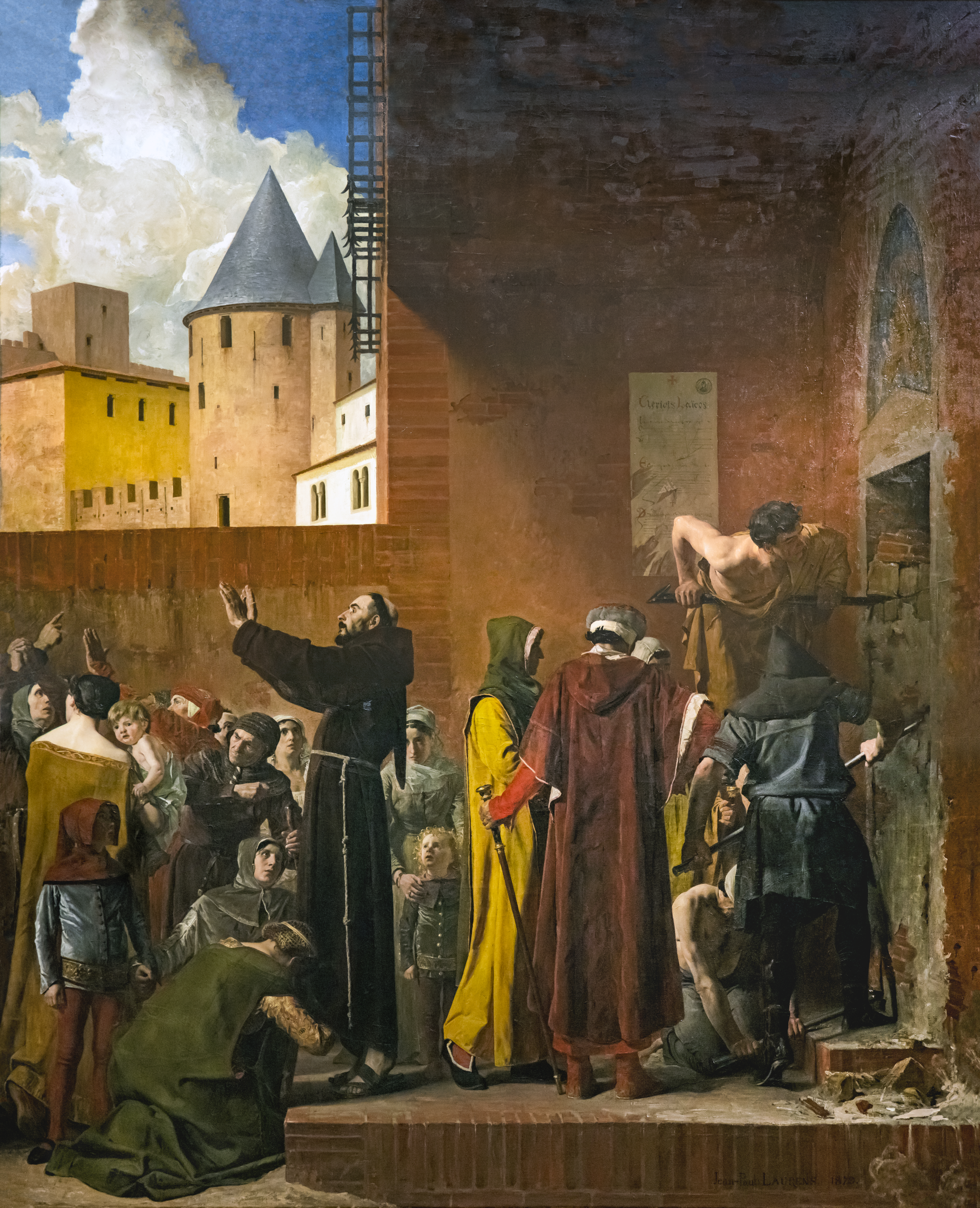
La Délivrance des emmurés de Carcassonne par Jean-Paul Laurens (Musée des Beaux-Arts de Carcassonne).

Bernard Délicieux, né vers 1260 à Montpellier et décédé après 1319 en prison à Carcassonne, fut un franciscain de France méridionale qui combattit l'Inquisition et défendit aussi bien les « bons hommes » hérétiques et leurs amis que les dissidents franciscains dit « Spirituels » et les « béguins ».

## Biographie
De 1299 à 1304, il fut le principal meneur d'un mouvement de contestation dirigé contre les inquisiteurs de l'hérésie en Languedoc comme Geoffroy d'Ablis et contre leur allié, l'évêque d'Albi Bernard de Castanet. Il réunit autour de lui des représentants des villes d'Albi, Cordes, Carcassonne, Castres ou encore Limoux et les mobilisa pour aller dénoncer avec lui les abus de l'Inquisition devant le roi de France Philippe le Bel.
En 1302-1303, il parut obtenir gain de cause auprès du roi (devant lequel il put s'exprimer lors d'un conseil royal à Senlis en octobre 1301). Il réussit en particulier le tour de force de faire passer les prisonniers de l'Inquisition de Carcassonne du « mur» inquisitorial aux geôles royales, au grand dam des inquisiteurs (qui, à la suite de cette affaire, excommunièrent le commissaire-représentant spécial du roi à Carcassonne).
Mais rapidement, avec la pacification du conflit entre Philippe le Bel et la papauté après la mort de Boniface VIII (octobre 1303), Bernard Délicieux perdit le soutien royal. Il semble qu'il ait alors incité les consuls de Carcassonne à tenter un complot contre le pouvoir royal en Languedoc au profit de l'héritier du roi de Majorque. En 1305, les consuls de Carcassonne, démasqués, furent pendus pour trahison, mais Bernard Délicieux ne fut pas inquiété. La bienveillance du pape Clément V (1305-1314) lui offrit quelques années de tranquillité. Mais l'avènement du pape Jean XXII en 1316 sonna la revanche des inquisiteurs en Languedoc. En 1317, Bernard Délicieux fut arrêté sur ordre du pape alors qu'il était venu à Avignon plaider devant lui la cause des « spirituels » de son ordre. Au terme d'un procès mené par Bernard Gui au cours duquel il fut torturé, en décembre 1319, Bernard Délicieux fut condamné à la prison à perpétuité. Jean XXII révoqua tous les aménagements de sa détention proposés par les inquisiteurs en raison des infirmités de l'accusé. Il mourut peu après au cachot.

## Postérité
À la fin du XIXe siècle, la figure de Bernard Délicieux devint un enjeu symbolique important au plus fort du conflit entre militants de la laïcité et défenseurs du parti clérical. Un livre de l'académicien Barthélemy Hauréau, Bernard Délicieux et l'Inquisition languedocienne, paru en 1877, suscita dans ce contexte une grande polémique.
Une rue porte son nom à Montpellier ainsi qu'à Toulouse et à Béziers.
Bernard Délicieux est l'une des sources d'inspiration du romancier Umberto Eco pour son personnage Guillaume de Baskerville dans Le Nom de la rose.
Il apparait dans la bande dessinée L'Aude dans l'histoire dessinée par Claude Pelet sur un scénario de Gauthier Langlois et Dominique Baudreu.